# コーヒー切手

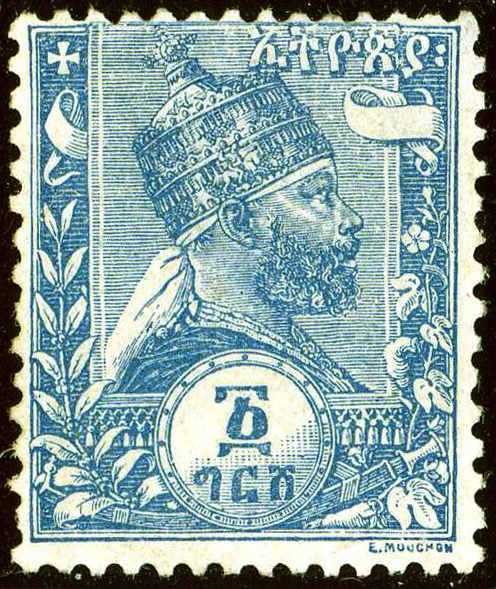
エチオピアで発行された世界最古のコーヒー切手とされる切手。（1894年）

コーヒー切手（コーヒーきって）とは、コーヒーに関係する図案の切手である。1894年にエチオピアで発行されたものが最古とされ、数十か国から300種類以上が発行されているとされる。多くは植物としてのコーヒーノキを扱ったものであるが、収穫・加工や運搬作業から、コーヒーカップやカフェに至るまで、図案の対象や意匠は多岐に渡っている。コーヒー切手は、特定のテーマで集める切手蒐集の対象ともなっている。

## 歴史
1878年にニュージーランドで発行された普通切手の裏面に「ひとときに、コーヒーを」と印字されているのが、コーヒーと切手の最初の連関であったとされている。ただし、これを最古のコーヒー切手と認めるか否かについては議論がある。切手の図案として最初にコーヒーが現れるのは1894年にエチオピアで発行された切手であり、こちらがコーヒー切手の始まりとされることが多い。単色刷りで、皇帝メネリク2世の肖像の周囲に、コーヒーノキの枝が描かれたものである。この切手をはじめ、初期のコーヒー切手は、いずれも肖像や紋章の周囲にコーヒーノキの枝が描かれる程度であった。

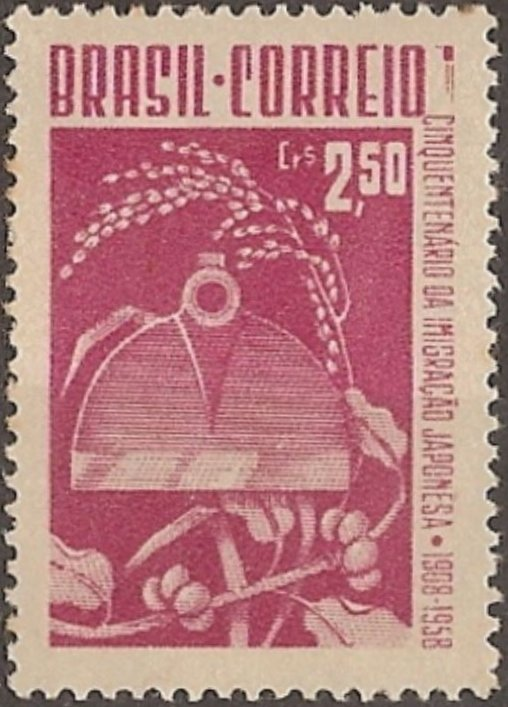
ブラジルで発行された、日本移民50周年の記念切手。農具の上下にイネとコーヒーノキが描かれている。（1958年）

その後、切手が蒐集の対象となるにつれて、切手は自国の文化を世界に発信する手段ともなり、コーヒー生産国から自国のコーヒーを宣伝することを目的としたコーヒー切手の発行が相次いだ。また、コーヒーが代表的な生産物となっている国では、自国の産業を象徴するものとしてデザインされる例もある。同時に、生産国にとってコーヒーは日常的なありふれた存在であることから、身近な素材として普通切手の図案として取り上げられてもいる。特に中南米のコーヒー生産国では、コーヒー切手を発行していない国を探す方が難しいくらいである。
1980年頃からは、自国の食文化をテーマとする切手の発行が世界各国で相次ぎ、コーヒーの消費国でもコーヒー切手の発行が増えてきている。また、21世紀になって香り付き切手の発行が増えると、コーヒーの香りを付けたコーヒー切手も発行されるようになった。2001年にブラジルで、2002年にニューカレドニアで、2009年にポルトガルで、それぞれ発行されたものが、コーヒーの香り付きのコーヒー切手として知られている。
コーヒー切手は、2011年現在数十か国から発行されており、同一図案で額面が違うものまで含めると、300種類以上あるとされている。毎年のようにどこかの国で発行され、その数は増え続けている。

## 図案
コーヒー切手の発行国の多くはコーヒー生産国である。最初のコーヒー切手とされる1894年のエチオピアの切手のように、初期のコーヒー切手は肖像や紋章のまわりにコーヒーノキの枝が描かれるデザインが多かったが、自国産のコーヒーを振興し輸出品として世界に宣伝する目的で発行されるようになると、多様なデザインのコーヒー切手が現れた。コーヒーノキの発芽や苗木、緑の葉、白い花や赤い果実など、植物としてのコーヒーノキを扱ったものが多いが、収穫、選別、乾燥といった作業や、牛や車、船によるコーヒー豆の物流を扱ったコーヒー切手もある。美女による収穫作業は、コーヒー切手の定番のデザインの一つである。これらのほか、コーヒーに関係する人物や記念行事などを扱ったコーヒー切手も多い。
コーヒー消費国の中にも、生活に欠かせない存在としてコーヒーに関する図案を含む切手を発行する例が増えてきている。こうした国のコーヒー切手は、コーヒーカップに注がれたコーヒーやカフェなどの飲用に関する図案が多いのが特徴である。
また、コーヒー切手に分類されるものの中には、一目見てそれと分からないものも含まれる。人物が手にしたりテーブルの片隅にコーヒーカップが置かれたりしているなど、注意深く隅々まで観察しなければ分からないようなものもある。こうしたコーヒー切手も消費国が発行する切手から多く発見される。

## 発行国

### 中東
コーヒーノキの原産地とされるエチオピアは、量こそあまり多くはないものの、良質なコーヒー豆の産地である。野生のコーヒーノキも現存しており、そこから収穫されたコーヒー豆は、エチオピアンあるいはアビシニアンと呼ばれて珍重されている。エチオピアは、切手においてもコーヒーを最初に図案とした国であり、最初のコーヒー切手とされるもののほかにも、紅赤の実をつけたコーヒーノキの樹姿を描いた切手などが発行されている。1982年には、コーヒーノキの苗木からコーヒーの出荷、さらには伝統的なコーヒー飲用の儀式カリオモンを描いた5枚組の切手が発行されている。
エチオピアとは紅海の対岸にあたるイエメンでは、アラビアモカと呼ばれるコーヒー豆が産出されているが、産出量はごくわずかである。ただ、エチオピアなどアフリカ産のコーヒー豆の集散地として隆盛を誇った港町モカがあり、国章にもコーヒーノキがデザインされているなど、コーヒーとの関係は深い。1947年から1958年にかけて発行されていた普通切手には、美しいアラビア文様のモスクの門の中に花咲くコーヒーノキを描いている。
中東ではほかに、ヨルダン、バーレーン、アラブ首長国連邦、チュニジアでコーヒー切手が発行されている。ヨルダンで2008年に発行された5枚組の切手は、焙煎から抽出までのアラビア風の道具が一式デザインされている。

### ヨーロッパ・北米
カフェの本場ウィーンにコーヒーが伝わったのは17世紀である。これには、1683年の第二次ウィーン包囲の際に、伝令として敵陣を突破して援軍を要請したポーランド人イェジ・フランチシェク・クルチツキ（フランク・ゲオルク・コルシツキー）が関係しているという伝承がある。敗走したトルコ軍の残したコーヒー豆を、ほかの誰も利用方法を知らない中、トルコの事情に通じていたクルチツキが払い下げを受け、ウィーンで最初のカフェを開業したというものである。ポーランドは、2009年に「ヨーロッパにおけるポーランド人の足跡」をテーマとして、クルチツキとコーヒー豆を描いた切手シートを発行している。
ウィーンのあるオーストリアでは、1999年にヴォルフガング・ヘルツィヒが描いたカフェの切手が、2011年には老舗カフェ「ハヴェルカ」の外観と泡立てたクリームを載せた名物コーヒー「メランジェ」をデザインした切手が、それぞれ発行されている。フランスでも、2006年に地方の食文化をテーマとした10枚組の切手シートの中の1枚として、ギャルソンのいるカフェを描いた切手を発行している。
このほか、オランダが発行した2003年のコーヒー会社250周年の記念切手や2008年のコーヒーを飲む妖精の姿を描いた切手、スウェーデンが2006年に「コーヒー・カルチャー」をテーマに発行した田型切手、ポルトガルが2009年に発行した香り付き切手、ボスニア・ヘルツェゴビナが2009年に発行したボスニア風コーヒーを描いた切手が知られている。
また、アメリカで1987年に発行された10枚組のグリーティング切手の1枚には、コーヒーカップに入ったコーヒーが描かれている。これは、眼鏡とクロスワードパズルとともに、父親を象徴するものとしてデザインされたものである。

### 中米
国土の中央を北回帰線が横断するメキシコの南半分を含め、中米はコーヒーベルト内にあり、コーヒーの栽培適地となっている。ただし、切手に対する力の入れ方は、それぞれの国情もあって、国によりまちまちである。
中米諸国の中で最も早く18世紀末にはコーヒーの栽培が始まったとされるコスタリカでは、コーヒー切手も多数発行されている。1945年に発行された精密な凹版印刷によって2頭立ての牛車でのコーヒー運搬を描いた切手、1949年の万国郵便連合創立75周年として実のついたコーヒーノキの枝とハトを描いた記念切手、1950年に開催した全国農林水産博に合わせて畜牛、マグロ、パイナップル、バナナ、コーヒーの5種14枚が発行された記念切手の1つで籠に入ったコーヒー豆をもつ女性を描いたものなどがある。1970年の日本万国博覧会の際にも記念切手を発行しており、6枚組の1枚に、濃緑のコーヒーノキを背景に、紅赤色のコーヒーの実を笑顔で収穫中の若い女性が描かれている。
エルサルバドルもコーヒーの生産・輸出に力を入れており、コーヒー切手としても、1924年に開催された美人コンテストの優勝者の周りにコーヒーノキの葉を描いたもの、1935年発行の麻袋に入ったコーヒーと船舶で港の様子を表現したもの、1940年発行の満開のコーヒーノキの花とたわわに実った果実の2種の切手、1956年のサンタ・アナ県100周年として女性9人がコーヒーを収穫する姿を描いた9枚組の記念切手、1979年のエルサルバドルのコーヒー協会50周年として栽培過程を描いた6枚組の記念切手が知られている。これらのほかに、コーヒーノキを背景に椅子に座った夫人がコーヒーカップを手に持つ図案の三角形の切手がある。スペイン語と英語で「エル・サルバドルのコーヒーをお飲みください。とても結構ですよ」と記されておりエルサルバドルの切手と考えられるが、スコットカタログには見当たらないとされ、発行年や発行目的は不明である。
一方、メキシコ産のコーヒー豆はメキシカンコーヒーとして知られているが、メキシコでのコーヒー切手の発行は少ない。1942年にメキシコで開催された第2回米州農業協議会の記念切手として、実のついたコーヒーノキを持つ手をデザインした切手が、トウモロコシとバナナとともに3枚組として発行されたほか、1988年に輸出品の切手シリーズとして発行されたうちの1つがメキシコのコーヒー切手として知られている。
中米ではほかにグアテマラとニカラグアもコーヒー切手の発行国として知られている。グアテマラでは、輸出農産物の宣伝として1950年に発行されたバナナやサトウキビなど5種類の切手のうちの1つに、コーヒーの実を収穫する女性が描かれている。また、2006年には、コーヒーの収穫から出荷までをイラストで描いたミニシートが発行されている。さらに、グアテマラでは、切手ではないが、4か国語で「グアテマラは世界最高のコーヒーを生産している」と記した1933年の消印が確認されている。

### 西インド諸島

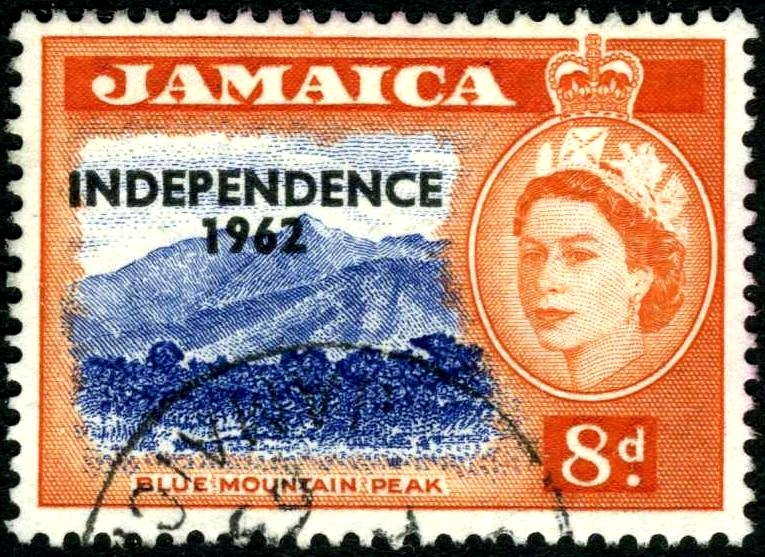
当時イギリス領だったジャマイカで発行されたブルーマウンテンの山脈を描いた切手。（1956年）

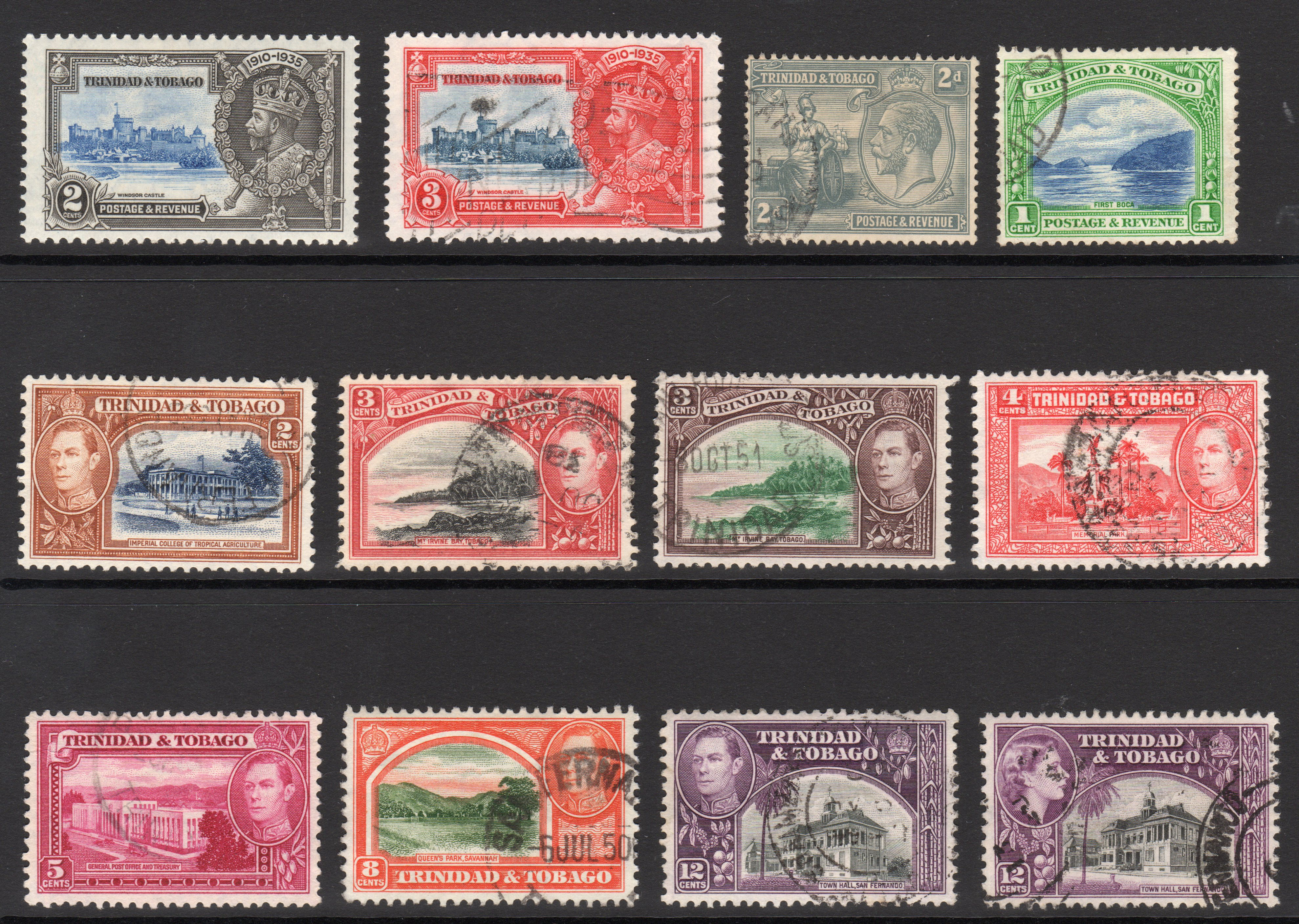
当時イギリス領だったトリニダード・トバゴで発行された切手。中段左端と下段右2つがコーヒー切手とされるもの。（1938年 - ）

西インド諸島はすべてコーヒーベルト内にあり、量の多寡はあるがいずれの国でもコーヒーが生産されている。中でも有名なのがブルーマウンテンを産するジャマイカである。イギリス領だった時代、紅茶が国民的飲料であるイギリスにおいて、たまたま王室主催の晩餐でデザートとともにブルーマウンテンを供したことで王室御料品となって世界最優良品種という名声を獲得した。1955年にジャマイカがイギリス領になって300年となったのを記念して、翌1956年にブルーマウンテンの山脈を図案とする切手が発行されている。枠の色を変えた4種が異なった額面で発行された。
西インド諸島の中でも早くからコーヒーが栽培されていたキューバでは、最初のコーヒーノキが移植されて200年にあたる1952年に3種の記念切手が発行されている。1960年には、背景色と額面を変えた3種類のクリスマス切手が発行された。これには、白いコーヒーの花と讃美歌の楽譜が描かれている。
イスパニョーラ島の西3分の1を占めるハイチと、東3分の2を占めるドミニカ共和国でも、サトウキビやカカオなどとともにコーヒーが主要産物となっている。それぞれコーヒー切手を発行しており、ハイチでは1928年に発行された精巧な凹版印刷でコーヒーの花と果実をつけた枝を中央にデザインしたものが、ドミニカ共和国では1961年に発行された枝に付いたカカオとコーヒーの図案の同一デザインで色と額面の異なる6種の普通切手が知られている。
西インド諸島では、ほかにトリニダード・トバゴとフランスの海外県グアドループがコーヒー切手を発行している。1938年から1941年にかけて当時イギリス領だったトリニダード・トバゴで発行された2セントの切手には農業大学の校舎が、12セントの切手にはサンフェルナンド市の公会堂が描かれ、ともに外枠には実をつけたコーヒーノキの枝がデザインされている。1947年にグアドループで発行された切手は、コーヒーを収穫する女性2人を描いたものである。

### 南米

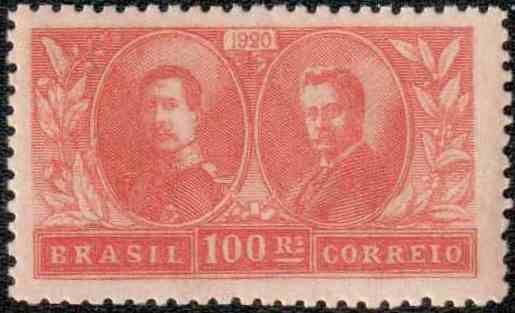
ブラジルで発行された、ベルギーのアルベール国王訪伯の記念切手。（1920年）

南米は世界最大のコーヒー生産地域であり、なかでもブラジルが世界一の生産量を誇る。そのブラジルは数多くのコーヒー切手を発行しており、1920年にベルギーのアルベール国王夫妻のブラジル訪問にあたって発行した記念切手には、アルベール王とペソア大統領の肖像が並んで描かれ、ペソア大統領の右側に実をつけたコーヒーノキの枝がデザインされている。2001年には、コーヒーノキの枝、麻袋とコーヒー豆、コーヒーカップに入って湯気を上げるコーヒーをデザインしたコーヒーの香り付き切手が発行されている。
コロンビアも代表的なコーヒーの産地であり、ブラジルと並んで多くのコーヒー切手を発行している。1932年に発行された切手はコーヒーを収穫する男性の図案で、野生と異なり2メートルから3メートルの樹高に抑制された栽培用のコーヒーノキであることを見て取ることができる。1956年に発行された切手では、167歳まで生きたとされる世界最長寿の男性の肖像とともに、長生きの秘訣として語った「くよくよせず、コーヒーをたくさん飲み、うまい葉巻を吸う」という言葉が印刷されている。1959年には、同国代表がミス・ユニバースで優勝したことを受けて、優勝者の左に国花であるランを、右に実のついたコーヒーノキの枝を配した記念切手を発行した。さらに、1989年には、国際コーヒー機関に加盟する生産国を赤、消費国を緑で塗り分けた世界地図を図案とする切手を発行している。
南米ではこのほかにペルーやスリナム、ベネズエラもコーヒー切手の発行国として知られている。

### アフリカ
アフリカもコーヒーの産地であり、コーヒー切手の発行もラテンアメリカに次いで多い。
アフリカのコーヒーとして特に名高いのがキリマンジャロである。1935年から1954年に、ケニア、ウガンダ、タンガニーカが共通で発行した切手に、キリマンジャロを遠望するコーヒー園が描かれている。ケニアではその後、1963年にコーヒー園での収穫の様子を描いた切手が発行されたほか、1988年の独立25周年の記念切手でもコーヒーが取り上げられた。
ほかに東アフリカでは、ルワンダも、茶とともにコーヒーとバナナが輸出の中心である。1962年の独立を記念して1963年に発行された記念切手には、コーヒーノキの花と、実のついた枝、コーヒー豆がデザインされている。1975年に発行された農業近代化10周年記念の2枚組のミニシートの1枚にも、赤く熟したコーヒーの実と収穫の様子が描かれている。
中部アフリカのカメルーンにおいてもコーヒーがカカオやバナナとともに主要輸出品であったことから、1954年発行の2枚組の切手では、1枚が収穫したバナナを籠に入れ頭に乗せて運ぶ男性、もう1枚が半裸の女性がコーヒーを収穫している図案となっている。また、1973年に農林業振興のために発行された5種の切手は、それぞれ綿、カカオ、木材、コーヒー、茶を題材としており、コーヒーの切手は濃緑の葉、純白の花、紅赤の果実の色彩が美しい。
西アフリカではコートジボワールが一大生産国であり、1936年から1944年に発行された同一図案で額面の異なる7種の切手や、1970年に独立10周年として発行された記念切手に、コーヒーが描かれている。
フランス領であった赤道アフリカ、西アフリカ、マダガスカルなどで同一図案で発行された切手にも、花が咲き誇るコーヒーノキの枝がデザインされている。インド洋上のフランスの海外県レユニオン島ではコーヒーの生産はごくわずかだが、1947年発行の切手にコーヒーノキの枝、葉、実がデザインされている。
珍しい図案としては、1991年にコンゴ共和国が発行した、防虫啓発のためとしてコーヒーの害虫を描いた切手がある。これらのほか、モザンビーク、ウガンダ、タンザニア、ガボンもコーヒー切手の発行国として知られている。

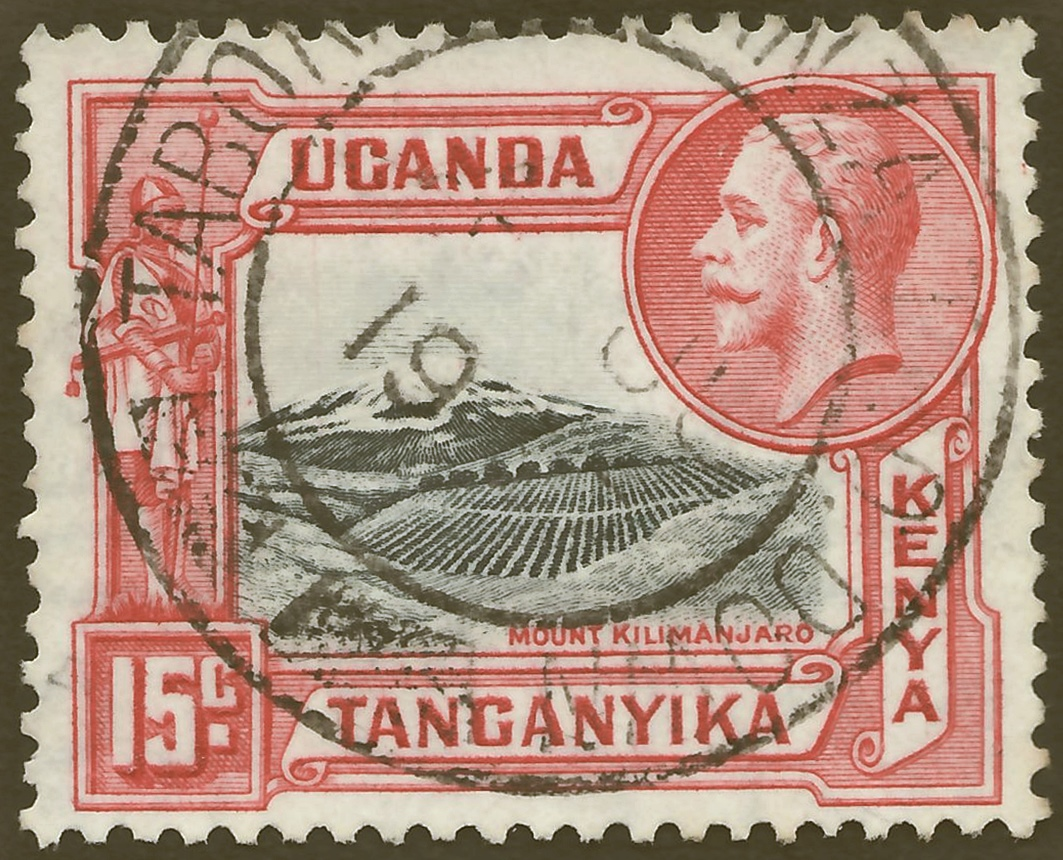
ケニア・ウガンダ・タンガニーカが共同で発行した切手。（1935年 - ）
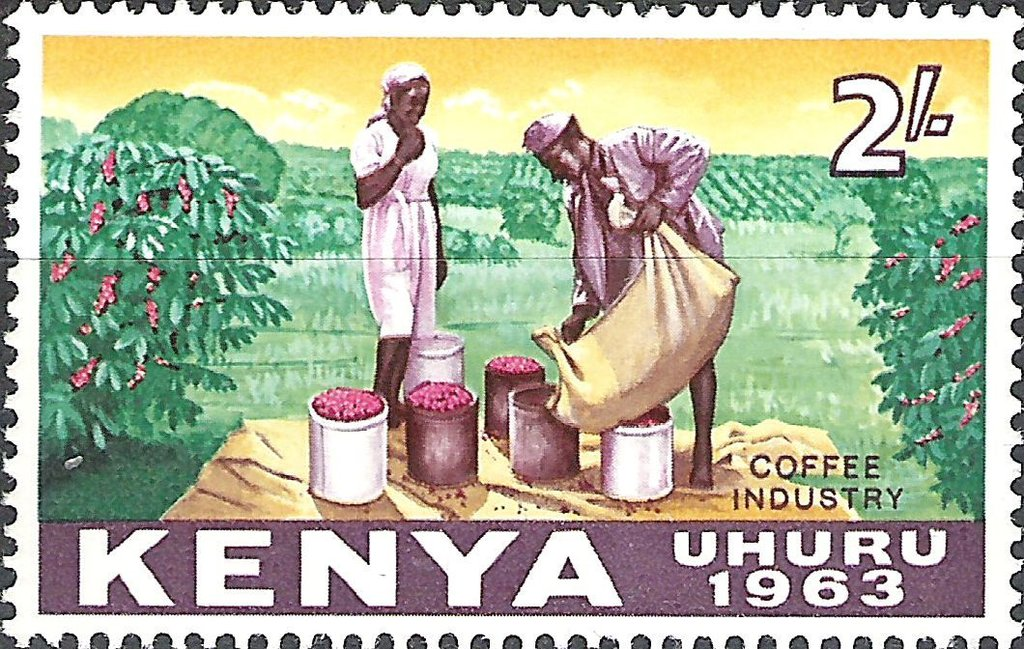
ケニアで発行されたコーヒー収穫の様子を描いた切手。（1963年）
ルワンダで発行された独立記念切手。（1963年）
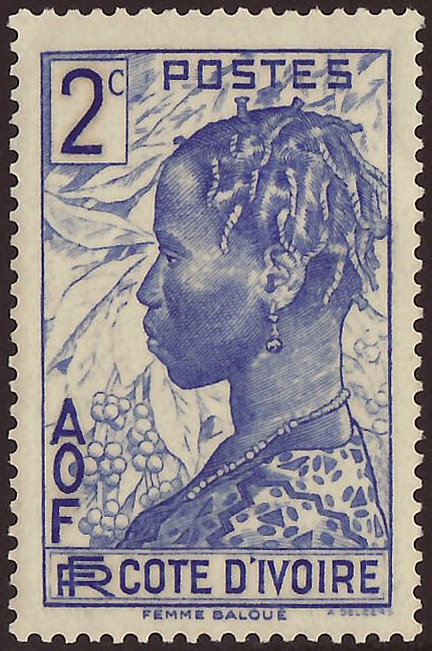
コートジボワールで同一図案で7種発行された切手の1つ。（1936年 - ）

### アジア

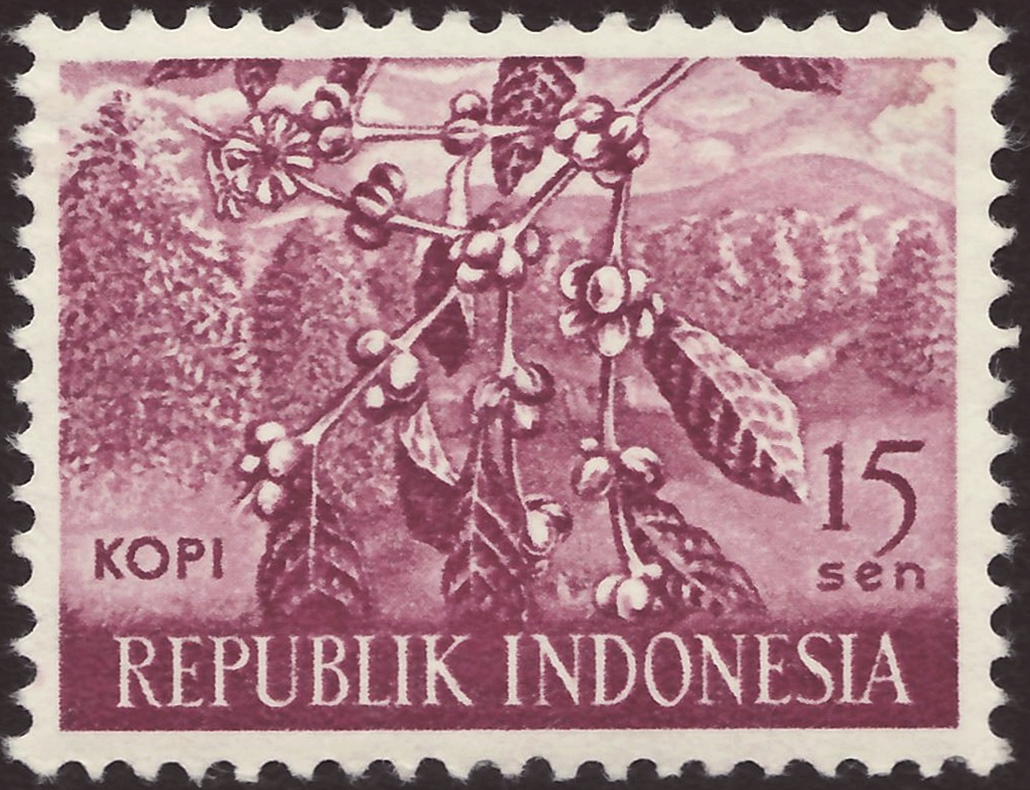
インドネシアで発行された農林産業振興の切手の一つ（1960年）

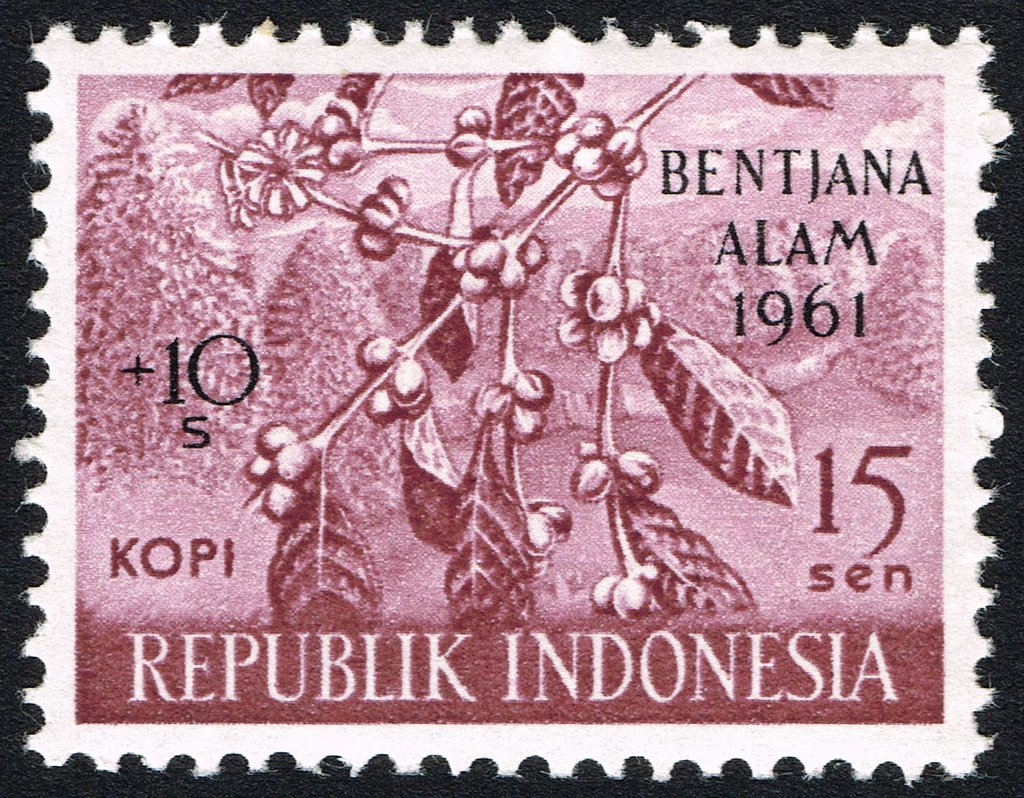
上に寄付金が加刷されたもの（1961年）

アジアでは、中東からイスラム教の巡礼者がコーヒーノキを持ち帰ったとされるインドや、オランダ人が持ち込んだインドネシアなど、インドから東南アジアにかけてコーヒーが生産されているが、コーヒー切手の発行は少ない。
1960年にインドネシアが農林産業振興をテーマに発行した8枚組の切手では、アブラヤシやサトウキビ、タバコ、茶、ココヤシ、ゴム、米とともにコーヒーが取り上げられている。果実の実ったコーヒーノキの枝を描いたもので、額面15セントで発行されたが、翌1961年に発生した洪水被害救済のために10セントの寄付金を加刷したものも知られている。
このほかには、2008年にラオスが自国のコーヒーを宣伝する切手を発行したほか、ベトナムもコーヒー切手発行国として知られている。
日本では、2008年（平成20年）に「日本ブラジル交流年」の記念切手が発行された。左右2枚組で、左側はブラジルへの移住が始まったころのビザスタンプと、右側は最初にブラジルに移民を運んだ笠戸丸と、それぞれにコーヒー豆が描かれている。2011年（平成23年）時点では、これが日本の唯一のコーヒー切手とされる。

### オセアニア
オセアニアでも、コーヒーベルトに属する地域でコーヒーの栽培がおこなわれている。これらの地域のうち、パプア・ニューギニアでは、1958年に農林畜産業の振興のために発行された8種の切手のうちの一つに、コーヒーが描かれている。濃緑の葉をつけたコーヒーノキの枝に紅赤の果実が美しい切手である。パプア・ニューギニアでは2010年にもコーヒー切手が発行されており、こちらはコーヒーの発芽から結実までを4枚組の切手で描いている。
このほか、ニューカレドニアで2002年に、バヌアツで2011年に発行された切手も、コーヒー切手として知られている。ニューカレドニアのものはコーヒーの香り付き切手で、コーヒー豆、焙煎の様子、カフェを図案とする3枚組となっており、バヌアツのものは、ハイビスカスをつけた女性とカプチーノを描いている。
ハワイでもコーヒーは栽培されており、アメリカ合衆国唯一のコーヒーの産地としてコナコーヒーが著名であるが、これに関する切手は知られていない。
オーストラリアが1988年にニュージーランドと共同で発行した建国200年記念切手にも、コーヒーが見える。コアラとキーウィを描いた図案であるが、コアラがコーヒーの入ったカップを持っているのが分かる。また、ニュージーランドが1999年にミレニアム記念として発行した6枚組の一つに、白無地のコーヒーカップを図案としたものがある。これは、かつてニュージーランドの路面電車で名物だったものである。さらに、ニュージーランドは2005年にもコーヒーカップの形をした変形切手を発行している。

### 国際連合

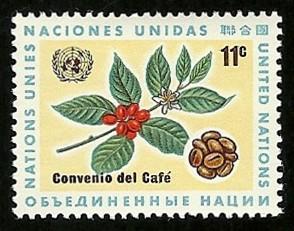
国際連合郵政部が発行した「国際コーヒー協定」（1966年）

国ではないが、国際連合郵政部が発行する国連切手にもコーヒー切手がある。1962年に締結された国際コーヒー協定を記念して1966年に発行されたもので、日本の大蔵省印刷局で印刷された。国連がこのような切手を発行したことは、コーヒーが国際的飲料として広く愛飲され、世界経済において重要な地位を占めていることを物語っている。

## 蒐集
コーヒー切手は、切手蒐集の対象ともなっている。切手蒐集にはさまざまな集め方があるが、大別してゼネラルとトピカルがあり、コーヒー切手は、宇宙切手やクリスマス切手などと並んでトピカルコレクションの代表例の一つとして挙げられることもある。単にデザインや色調、印刷技術などを鑑賞するだけでなく、コーヒー生産国における生産事情、コーヒーの伝播の歴史など、コーヒー切手は発行国の歴史や国柄といった文化的な側面から把握することにも意味があるとされている。
日本の切手の博物館では、2015年（平成27年）4月1日から同年6月28日まで、「コーヒーとお茶の時間」展が開催された。コーヒーや茶を図案とする切手のほか、コーヒーや茶を愛飲した著名人、美術作品に描かれたカフェや茶店、コーヒーカップや茶器、茶菓子など、コーヒーと茶に関するさまざまな切手約800点が展示された。

## ギャラリー

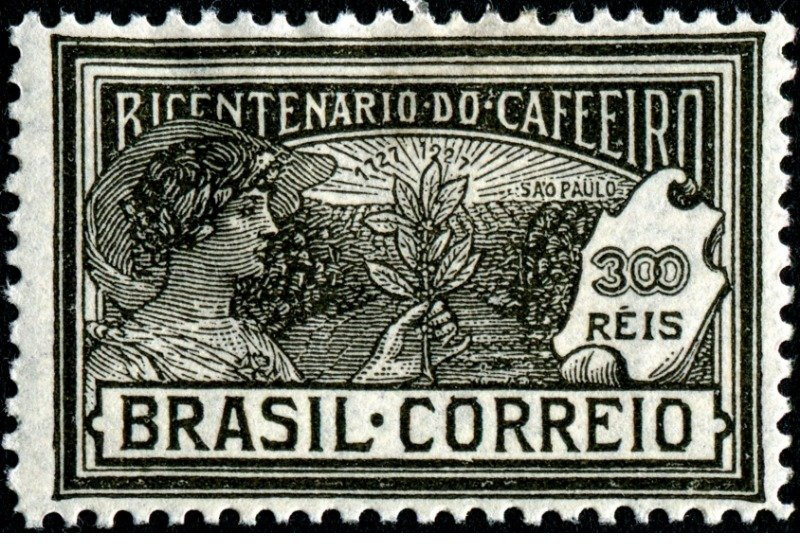
ブラジル、1928年
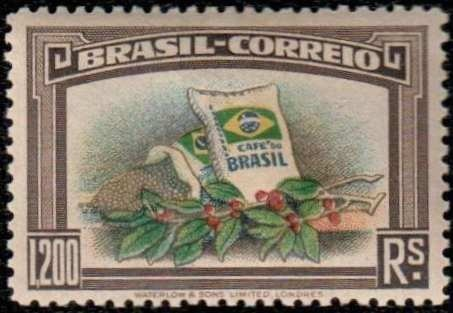
ブラジル、1938年
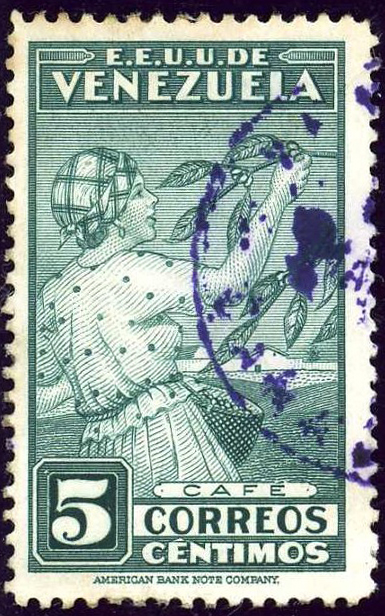
ベネズエラ、1938年
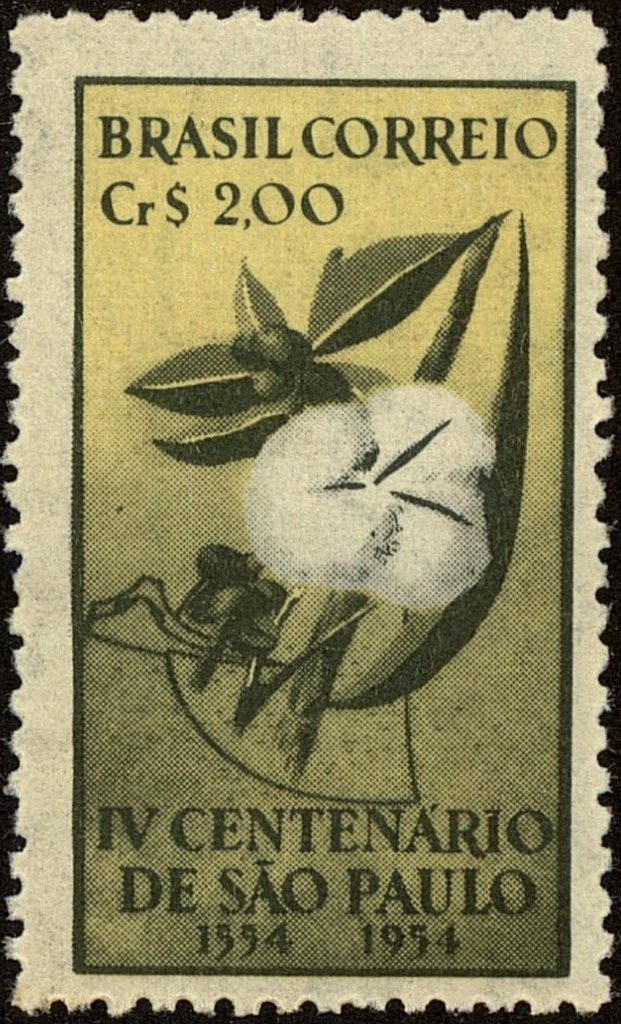
ブラジル、1953年
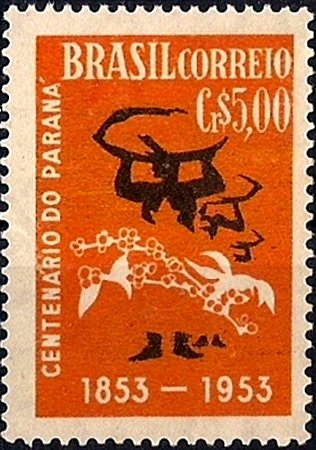
ブラジル、1953年
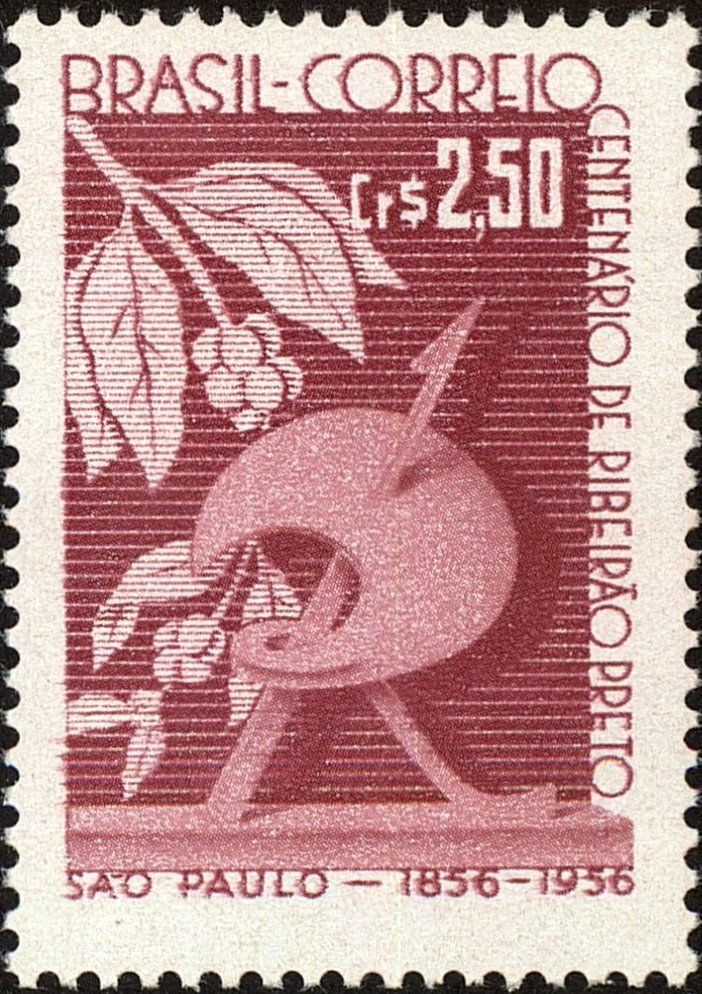
ブラジル、1957年
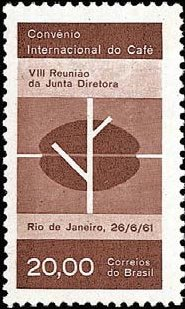
ブラジル、1961年
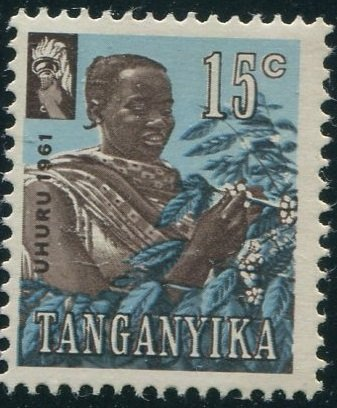
タンガニーカ、1961年
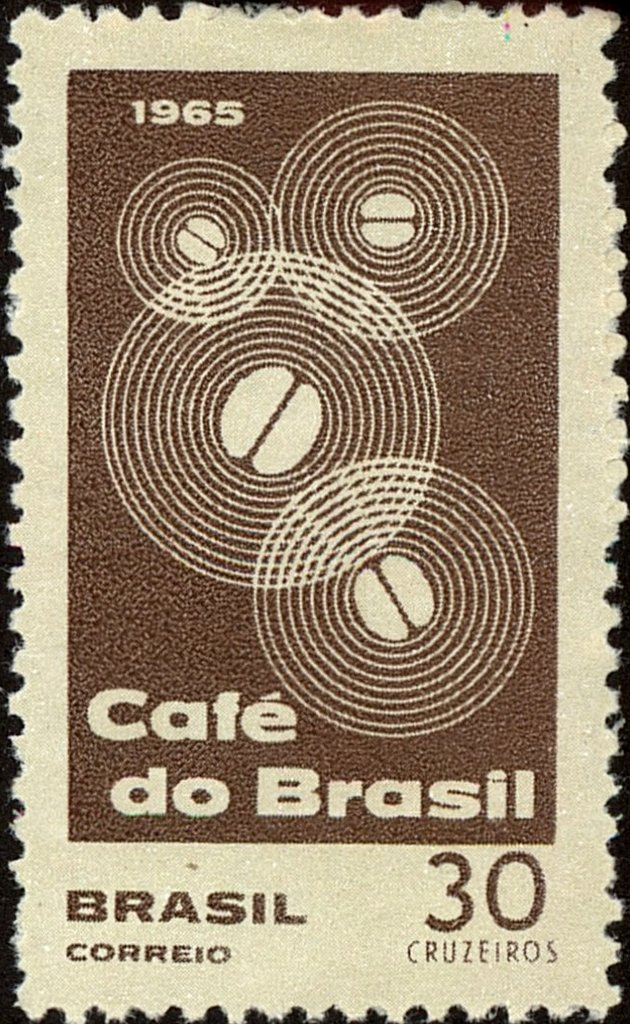
ブラジル、1965年
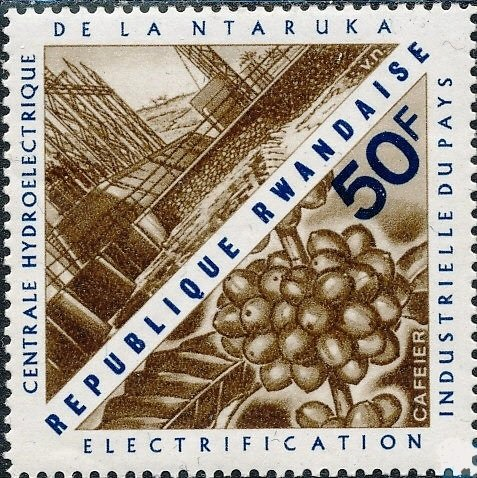
ルワンダ、1967年
インド、1968年
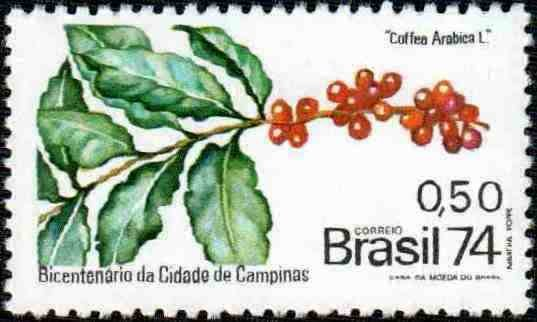
ブラジル、1974年
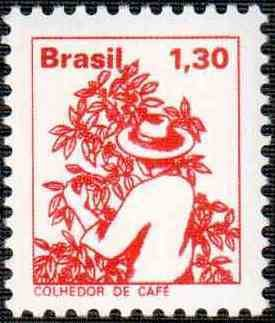
ブラジル、1977年
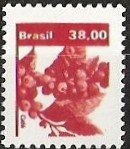
ブラジル、1983年
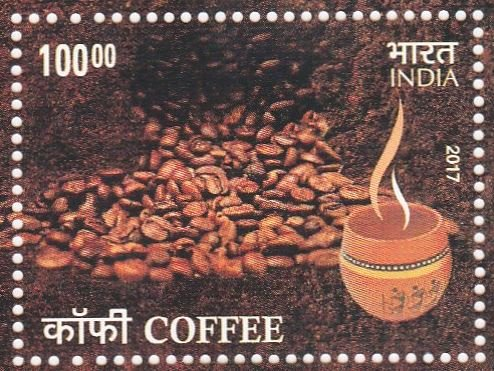
インド、2017年